# Dmitri Bilozercev
Dmitri Bilozercev (în rusă Дмитрий Билозерчев; n. 22 decembrie 1966, Moscova, RSFS Rusă, URSS) este un gimnast artistic ce a reprezentat Uniunea Republicilor Sovietice Socialiste, medaliat olimpic. A participat la o ediție a Jocurilor Olimpice (1988) în care a câștigat trei medalii de aur și o medalie de bronz.